# Филлипс, Олбан Уильям
Олбан Уильям Филлипс (англ. Alban William Phillips; 18 ноября 1914, Данневирк, Новая Зеландия — 4 марта 1975, Окленд, Новая Зеландия) — новозеландский экономист, длительное время работавший в Великобритании. Автор кривой Филлипса (1958).

## Биография
В 16 лет бросив школу, начал работать в Австралии на руднике, затем работал охотником на крокодилов. В 1937 году приехал в Лондон, в 1938 сдал вступительные экзамены в Электротехнический институт, работал в Лондонском управлении электроснабжения.
Во время Второй мировой войны служил в технических подразделениях Королевских военно-воздушных сил. Провел 3 с половиной года в японском плену. Награждён орденом Британской империи (1946).
После войны учился в Лондонской школе экономики. Будучи студентом, в 1949 году изобрел гидравлический компьютер MONIAC (Monetary National Income Automatic Computer).
В 1952 году защитил докторскую диссертацию. Работал в Лондонской школе экономики (1951—1967; профессор с 1958), Австралийском национальном университете (1967—1970). В 1970 году после инсульта вернулся в Новую Зеландию, где продолжал преподавать в Оклендском университете с неполной нагрузкой до 1975 года.